# Octávio Sigefredo Roriz
Octávio Sigefredo Roriz (Goiás, 9 de abril de 1894 – Três Lagoas) foi um político brasileiro e prefeito de Três Lagoas.
Filho de Luiz Ferraz e Josefina Roriz Ferraz, chegou em Três Lagoas no ano de 1910 como peão boiadeiro e radicou-se na cidade. Foi estafeta do correio, oficial de justiça, comerciante, industrial, delegado de polícia, concessionário de Porto Independência, chefe político e funcionário do Ministério do Trabalho. Casou-se com Laura de Sousa Roriz e teve os seguintes filhos: Otávio, Odete, Oneida e Oswaldo.
Octávio Sigefredo Roriz tomou posse como prefeito de Três Lagoas a 24 de janeiro de 1935, sendo exonerado em 6 de dezembro de 1936 pelo Coronel Newton Cavalcanti, interventor federal em Mato Grosso. Não tendo sido então nomeado o seu substituto, Otávio Sigefredo Roriz passou o cargo ao Eudóxio Garcia Ferreira, secretário da Prefeitura no dia 10 de dezembro de 1936. 